# Kašny na Mírovém náměstí (Litoměřice)
Kašny na Mírovém náměstí v Litoměřících jsou dvojice historických kašen chráněné jako kulturní památka. Starší horní kašna vznikla v roce 1541 při budování městského vodovodu navrženého Martinem ze Žitavy. Vodovod přiváděl vodu od pramenů na vinicích pod Radobýlem. K městu vedl akvadukt a městem pod zemí vedly dřevěné roury, které přiváděly vodu do kašny. V souvislosti s ochranou proti požárům byla později postavena druhá kašna a nádrže v Dlouhé, Jezuitské a Dominikánské ulici. Roku 1715 byla dřevěná horní kašna nahrazena barokní kamennou kašnou. Na ní je umístěna plastika čtyř ryb, v jejichž otevřených tlamách jsou chrliče vody a na vztyčených ocasních ploutvích drží kruhovou mušli s vodotryskem. Dolní kamenná kašna byla zničena během třicetileté války[zdroj⁠?!] a v polovině 19. století pak nahrazena kopií kašny horní. Obě kašny byly restaurovány akademickým sochařem Čestmírem Mudruňkou v roce 1994.